# Kemal Batmaz
Kemal Batmaz (* 1. September 1954 in Istanbul) ist ein ehemaliger türkischer Fußballspieler und -trainer.

## Spielerkarriere
Batmaz erlernte das Fußballspielen u. a. in der Nachwuchsabteilung von Bursaspor. Zur Saison 1972/73 wurde er vom Cheftrainer Tomislav Kaloperović in den Profikader aufgenommen und gab in der Ligapartie vom 29. April 1973 gegen Boluspor sein Debüt. Bis zum Saisonende absolvierte er zwei weitere Ligaspiele für Bursaspor. In seiner zweiten Saison setzte er sich auf Anhieb als Stammspieler durch und absolvierte bis zum Saisonende nahezu alle Pflichtspiele seines Vereins.
In dieser Spielzeit schaffte Batmaz' Mannschaft es bis ins Finale des türkischen Fußballpokals. Im Endspiel unterlag die Mannschaft Fenerbahçe Istanbul. In der Saison 1974/75 verlor Batmaz zeitweilig seinen Stammplatz und absolvierte 18 Ligaspiele. Batmaz spielte bis zum Sommer 1978, ohne  mit seiner Mannschaft nennenswerte Erfolge zu erzielen. Lediglich in der Saison 1976/77 erreichte er mit Bursaspor den 6. Tabellenplatz.
Im Sommer 1977 wechselte Batmaz innerhalb der 1. Liga zu Beşiktaş Istanbul. Für diesen Verein spielte er die nächsten drei Spielzeiten lang. In der ersten Spielzeit eroberte er sich einen Stammplatz. Im Sommer 1979 musste er seinen Militärdienst antreten und stand der Mannschaft deswegen phasenweise nicht zur Verfügung.
Beşiktaş startete schwach in die Saison 1980/81 und beendete die Hinrunde der Saison auf dem 13. und letzten Nichtabstiegsplatz. Batmaz absolvierte bis zur Winterpause nahezu alle Pflichtspiele seines Vereins. Das erste Spiel der Rückrunde musste Batmaz' Mannschaft auswärts gegen Eskişehirspor antreten, einem weiteren abstiegsgefährdeten Verein. In dieser Partie vom 3. Januar 1981 versetzte Batmaz einem auf dem Boden liegenden Gegenspieler einen Fußtritt und wurde mit einer Roten Karte vom Platz gestellt. Wegen dieser aus Vereinssicht unverantwortlichen Vorgehensweise erhielt Batmaz' eine Geldstrafe von 100.000 Türkischen Lira. Daraufhin blieb Batmaz den Trainingseinheiten fern und wurde von seinem Klub abgemahnt. Nach diesem Vorfall blieb Batmaz bis zum Saisonende der Mannschaft fern und wurde dann auf die Verkaufsliste gesetzt.
Im Sommer 1981 wechselte Batmaz innerhalb der Stadt zum Zweitligisten Üsküdar Anadolu 1908 SK. Für diesen Verein spielte er eine unbestimmte Zeitlang und beendete dann seine Karriere.

### Nationalmannschaft
Batmaz begann seine Länderspielkarriere mit einem Einsatz für die Türkische U-18-Nationalmannschaft. Nach vier weiteren Spielen für die U-18 spielte  er ab 1974 auch für die Türkische U-21-Nationalmannschaft. Für diese Mannschaft absolvierte er insgesamt drei Spiele.
Nachdem Batmaz in der Saison 1975/75 eine überzeugende Leistung abgeliefert hatte, wurde er vom türkischen Nationaltrainer Coşkun Özarı für den Kader der türkischen Nationalmannschaft nominiert. Nachdem er in der WM-Qualifikationspartie gegen Irland lediglich auf der Ersatzbank gesessen hatte, gab er in seiner zweiten Nominierung gegen Nationalmannschaft der UdSSR sein Länderspieldebüt. Bis ins Jahr 1978 absolvierte Batmaz sieben weitere A-Länderspiele.

## Trainerkarriere
Nach dem Ende seiner Spielerkarriere wechselte Batmaz ins Trainerfach. Von 1990 bis 1999 trainierte er die Nachwuchsmannschaft von Bursaspor. Anschließend arbeitete er bei den Vereinen Bursaspor, Turgutluspor, Siirtspor und İnegölspor als Cheftrainer. Nachdem er in der Saison 2004/05 bei Fatih Karagümrük SK als Co-Trainer gearbeitet hatte, trainierte er von 2005 bis 2007 Bursa Merinosspor als Cheftrainer.

## Erfolge

### Als Spieler
Mit Bursaspor
- Türkischer Pokalfinalist: 1973/74